# هانز فان بالين
يوهانس كورنليس «هانز» فان بالين (17 يونيو 1960 - 29 أبريل 2021)، هو سياسي هولندي من حزب الشعب من أجل الحرية والديمقراطية (VVD) وكان عضوًا في البرلمان الأوروبي وزعيم حزب الشعب من أجل الحرية والديمقراطية في البرلمان الأوروبي من عام 2009 حتى عام 2019. كما كان رئيسًا لتحالف الليبراليين والديمقراطيين من أجل حزب أوروبا منذ 21 نوفمبر 2015.